# Wasashatta
Wasashatta, ook gespeld als Wasašatta, was een koning van het Hurrische koninkrijk van Mitanni in de 13e eeuw v.Chr.
Net als zijn vader Shattuara was Wasashatta een Assyrische vazal. Hij kwam in opstand tegen zijn leenheer Adad-nirari I (1295-1263 v.Chr.) en zocht tevergeefs steun bij de Hettieten. De Assyriërs sloegen de opstand neer en vernietigden Hanilgalbat/Mitanni. De koninklijke familie werd gevangengenomen en naar Assur gebracht. Van Wasashatta werd nooit meer iets vernomen.